# Liste der Baudenkmale in Jürgenstorf
In der Liste der Baudenkmale in Jürgenstorf sind alle denkmalgeschützten Bauten der Gemeinde Jürgenstorf (Mecklenburg-Vorpommern) und ihrer Ortsteile aufgelistet. Grundlage ist die Veröffentlichung der Denkmalliste des Landkreises Mecklenburgische Seenplatte (Auszug) vom 20. Januar 2017.

## Baudenkmale nach Ortsteilen

### Jürgenstorf
| ID  | Lage                               | Bezeichnung            | Beschreibung | Bild       |
| --- | ---------------------------------- | ---------------------- | --- | ---------- |
| 566 | Hofweg                             | Gutsanlage mit         | |            |
| 566 | Hofweg 12, 14                      | Gutshaus (1910),       | 2-gesch., 10-achs. barocker Putzbau mit Walmdach aus der Mitte des 18. Jahrhunderts, der 1910 stark verändert wurde; um 1896 im Besitz von Anton von Blücher. |            |
| 566 | Entspekter Bräsig Platz 2, 4, 6, 8 | Inspektorenhaus,       | |            |
| 566 | Warener Straße 50                  | Torhaus (rechts)       | |            |
| 566 | Warener Straße 52                  | Torhaus (links) und    | |            |
| 566 | Entspekter Bräsig Platz 2, 4, 6, 8 | Backhaus               | |            |
| 567 | Warener Straße                     | Kirche mit             | Fachwerkbau von 1700, Westturm mit Helmdach, Turmunterbau von um 1400, Schnitzaltar 15. Jh., Patronatsloge 18. Jh.                                            | Kirche mit |
| 567 |                                    | Friedhof und           | |            |
| 567 |                                    | Backsteinmauer         | |            |
| 568 | Warener Straße                     | Kriegerdenkmal 1914/18 | |            |

### Krummsee
| ID  | Lage                                  | Bezeichnung      | Beschreibung | Bild |
| --- | ------------------------------------- | ---------------- | ------------ | ---- |
| 180 | Krummsee 13 (L 203; sog. Bremsenkrug) | Wegweiserstein   |              |      |
| 607 | Dorfstraße 22, 25                     | Landarbeiterhaus |              |      |
| 608 | (Ortsausgang Richtung Ritzerow)       | Wegweiserstein   |              |      |
| 609 | (gegenüber dem Friedhof)              | Wegweiserstein   |              |      |

### Rottmannshagen
| ID  | Lage              | Bezeichnung                                          | Beschreibung | Bild           |
| --- | ----------------- | ---------------------------------------------------- | ------------ | -------------- |
| 934 | Rottmannshagen 24 | Friedhof mit                                         |              |                |
| 934 |                   | Backsteinmauer,                                      |              |                |
| 934 |                   | Portal,                                              |              |                |
| 934 |                   | Kapelle,                                             |              | Weitere Bilder |
| 934 |                   | Glocke von 1851 (im neuen Glockenstuhl),             |              | Weitere Bilder |
| 934 |                   | Gräber von Gutsbesitzern und                         |              |                |
| 934 |                   | Kriegsgräber der Roten Armee (auf dem Friedhofsteil) |              |                |

| ID   | Lage        | Bezeichnung | Beschreibung                                               | Bild           |
| ---- | ----------- | ----------- | ---------------------------------------------------------- | -------------- |
| 1127 | Voßhagen 15 | Gutshaus    | Sanierter, 1-gesch., 7/8-achs., Klinkerbau mit Mansarddach | Weitere Bilder |

## Gestrichene Baudenkmale
- Bremsenkrug, Dorfstraße, Wegweiserstein

## Quelle
- Karte der Baudenkmale im Geoportal des Landkreises